# Bataille de Kifangondo

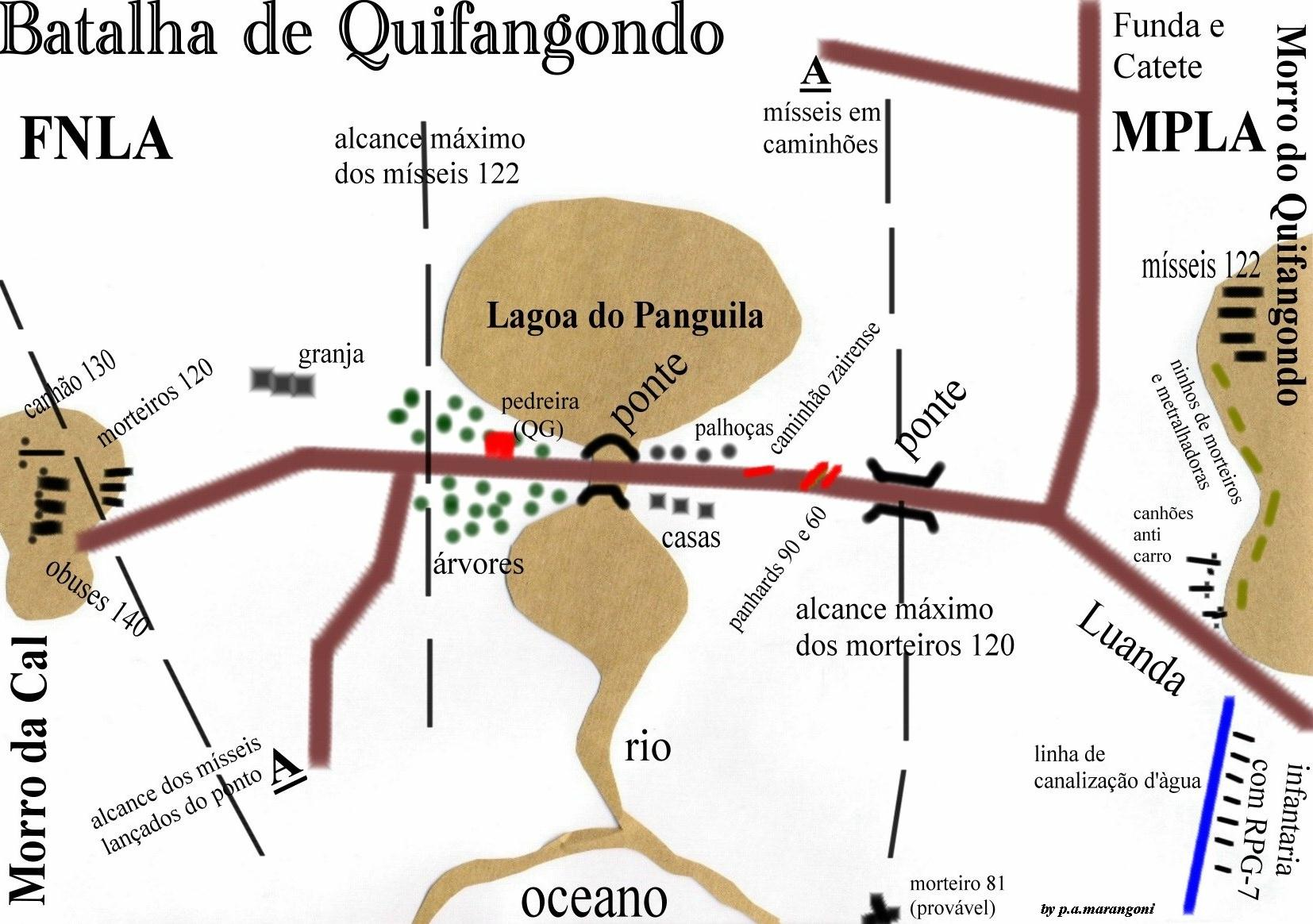
Bataille de Quifangondo en Angola, novembre 1975.

La bataille de Kifangondo est livrée le 10 novembre 1975 en Angola, pendant la première guerre civile qui ensanglante ce pays de l'été 1975 jusqu'à la signature des accords de Bicesse le 31 mai 1991.

## La bataille
Fin octobre 1975, pendant la guerre civile qui suivit immédiatement l'accession de l'Angola à l'indépendance, les troupes du Front national de libération de l'Angola (FNLA) soit 800 combattants, encadrés par 1200 soldats zaïrois dirigés par le commandant du 7e bataillon le colonel Mamina Lama, 130 mercenaires portugais, un groupe sud-africain sous les ordres du général Ben de Wet Roos et quelques hommes de la CIA, lancèrent une offensive contre le MPLA (Mouvement pour la libération de l'Angola, d'obédience marxiste) qui défendait la capitale, Luanda.
À Kifangondo, à 22 kilomètres de la capitale angolaise, les assaillants, commandés par
Holden Roberto, se heurtèrent le 10 novembre 1975 à l'armée du MPLA du général Ndozi, composée d'un millier d'hommes appuyés par 88 soldats cubains, et furent très sévèrement étrillés.
Cette victoire consolida le MPLA en tant que parti dirigeant du pays; dès le lendemain, jour du départ effectif des derniers soldats portugais de Luanda, il proclamait officiellement l'indépendance du pays. La bataille eut aussi pour résultat de faire disparaître le FNLA de l'échiquier politico-militaire angolais et désormais, la lutte pour le pouvoir n'opposera plus que le MPLA et l'UNITA (Union nationale pour l'indépendance de l'Angola) et cela jusqu'à la victoire définitive du premier en 2002.
Parmi les hommes du FNLA, la déroute de Kifangondo est appelée "Nshila wa Lufu": la bataille de la route de la mort.
Aujourd'hui, un imposant monument commémoratif est érigé sur les lieux de la bataille.